# Red (personaje de Pokémon)
Red (レッド?), conocido en español como entrenador Rojo, es un personaje ficticio y protagonista del manga y de los juegos de Pokémon. El personaje de Ash Ketchum de la serie de anime Pokémon transmitida en televisión está basado originalmente en Red.

## Videojuegos
Red, es el protagonista de los videojuegos Pokémon Rojo y Azul  y sus remakes Pokémon rojo fuego y verde hoja.
En el juego, Red es un niño de 11 años de edad de Pueblo Paleta. Red comenzó a sentir interés por los Pokémon, después de que su mejor amigo Blue deja de jugar con él. Su aventura comienza cuando un día el profesor Oak llama a Red y Blue a su laboratorio para que reciban a su Pokémon inicial. Después de recibir su Pokémon, Blue desafía a Red a una batalla. Más tarde, el profesor de Oak, les entrega a Red y Blue, la Pokédex para cumplir su sueño de completar toda la información de los Pokémon. 
Red viaja por todo Kanto, llenando de información la Pokédex y derrotando a los líderes de Gimnasio. Su rival Blue, siempre está a un paso por delante de él, y parece que muchas veces, trata de impedir el progreso de Red. Cuando finalmente Red llega a la meseta Añil para enfrentar al Alto Mando, Red se entera de que Blue ha derrotado a todos los miembros del Alto Mando, siendo el campeón actual de la Liga Pokémon. Al final, Red derrota en una batalla a su rival Blue, y se convierte en el nuevo campeón. 
Aparte de Blue, el Team Rocket, es el enemigo principal de Red, quien trata de impedir sus malévolos planes. Durante su recorrido por Kanto, Red mantiene varios enfrentamientos con el Equipo Rocket. Cuando Red derrota a Giovanni (Líder del Team Rocket) la organización desaparece. Sin embargo, varios miembros que se encuentran en la isla Inta, desconocen de lo sucedido y son derrotados por Red. Tres años más tarde, el Team Rocket centra su atención en la región de Johto. 
En Pokémon Oro, Plata y Cristal y sus Remakes Pokémon HeartGold y Pokémon SoulSilver, habrán pasado 3 años después de los sucesos en Kanto, Red es el último personaje a enfrentar para poder terminar el juego, por lo que se le considera, como el personaje más poderoso de todos los juegos principales.
En Pokémon Sol y Luna, Red aparece en el Árbol de Combate en la entrada con Blue, y luego podrás enfrentarte a un desafío con Blue o Red, luego podrás enfrentarte nuevamente con Red en el Árbol de Combate...Pero en la historia del manga quedó mudo y nadie sabe por qué.

## Anime
Red no suele aparecer en el anime como tal, aunque fue la base principal para la creación del personaje Ash Ketchum. A pesar de ello, en el episodio Lights, Camerupt, Action!, Ash recuerda haber visto una película sobre Red y sus Pokémon. Cuando el Clefairy de Red, se come una mora de Teddiursa, un Ursaring, quien resulta ser su madre, empieza atacar furiosamente a Clefairy por hacer llorar a Teddiursa. Este Red está basado en el que aparece en el manga Pocket Monsters, Donde es el protagonista de este manga, Es llamado Isamu Akai. 
Red también es el protagonista del especial de anime Pokémon Origins  conocido como "Pokémon: Los Orígenes", donde Red narra los hechos de los primeros juegos de Pokémon (Pokémon Ediciones Roja y Azul/Verde) desde que inicia su viaje hasta convertirse en Campeón de la Liga Pokémon.

## Manga
En el manga, Red, es el personaje protagonista de Pokémon Pocket Monsters, Pocket Monsters Special (Red-Green-Blue, Gold-Silver-Crystal, FireRed y LeafGreen)  y Pokémon Ruby-Sapphire-Emerald

## Otras apariciones
Red, hace su aparición con su vestimenta de la tercera generación de los videojuegos de Pokémon, en el juego Super Smash Bros. Brawl de la consola Wii de Nintendo. En la lista de los nombres de personajes, Red aparece bajo el nombre de "Entrenador Pokémon" y pese a ser uno de los personajes del juego, el no lucha en combate, ya que como es un entrenador pokémon, el envía a sus pokémon: Squirtle, Ivysaur o Charizard a la batalla.